# 日本蛇菰
日本蛇菰（学名：Balanophora japonica）为蛇菰科蛇菰属的植物。分布在日本以及中国大陆的海南等地，生长于海拔700米至2,000米的地区，一般生于荫蔽密林中，目前尚未由人工引种栽培。